# Верхньо-Аз'яльський
Верхньо-Аз'я́льський (рос. Верхне-Азъяльский, марій. Азъял хутор) — хутір у складі Волзького району Марій Ел, Росія. Входить до складу Сотнурського сільського поселення.

## Населення
Населення — 29 осіб (2010; 39 у 2002).
Національний склад (станом на 2002 рік):
- марі — 100 %